# Península Mahia
La península Mahia está situada en Hawke's Bay, una región de la isla Norte de Nueva Zelanda, entre las ciudades de Napier y Gisborne. 

## Geografía
La península mide 21.7 kilómetros de largo y 11.3 kilómetros de ancho elevándose en su punto más alto en Rahuimokairoa a los 403 metros sobre el nivel del mar. Mahia fue inicialmente una isla que con el tiempo incorporó una barra que la unió a la isla del Norte. Las ballenas con frecuencia encallan en la arena superficial acumulada. 

## Cultura
El área es un popular lugar marino de vacaciones y la actividad más importante es el turismo. Las ovejas y el ganado vacuno siguen siendo importantes en la comunidad. Mahia es famosa por el surf, buceo, deporte de caminata, pesca, rugby y su gran hospitalidad.[cita requerida] Muchos turistas se quedan en Napier, Hastings o Wairoa para trasladarse a la península Mahia al siguiente día.